# Ignacio Llamas
Ignacio Llamas (Toledo, 1970) es un artista contemporáneo español, licenciado en Bellas Artes por la Universidad Complutense de Madrid que trabaja con obra volumétrica, fotografía e instalaciones.

## Obra
Después de licenciarse en Bellas Artes completó su formación en talleres impartidos por artistas como Luis Gordillo, Mitsuo Miura, Jaime Lorente o Gerardo Aparicio, y en esa época se centra en el dibujo como recurso de un proceso de búsqueda personal. En esa búsqueda llega a la transferencia de fotocopias en blanco y negro trabajando sobre la idea de cultura propia y ajena, trabajando con códigos de barras, signos, palabras, etc.
A principios del 2002 traspasa el plano y se adentra en el espacio. Como una invitación al espectador a que se sumergiese en su obra comienza a trabajar con una mezcla de escultura y arquitectura, rozando la instalación y el objeto artístico. Reflejando una gran intimidad sus espacios blancos son habitados por árboles, el silencio, la luz matizadora que dibuja a través de las sombras la idea de transcendencia humana. La luz y el espacio son el eje principal en su obra.
A finales de la década del 2000 trabajó paralelamente con la fotografía de sus arquitecturas fabricadas manteniendo sus planteamientos artísticos, al mismo tiempo que sus blancos espacios se van agrisando. Y en esa progresión su obra acaba saliendo de sus propios espacios para colonizar los que la acogen, creando instalaciones en las salas en las que se exhiben los objetos, integrándolos como parte de un espacio mayor.

## Exposiciones
Comienza a exponer a principios de los noventa y desde entonces ha participado en numerosas exposiciones individuales y colectivas en España y varios países europeos y americanos, así como en ferias de arte contemporáneo.
Entre otros lugares se ha podido ver su obra en el Museo Patio Herreriano, Museo de Arte Contemporáneo Unión FENOSA, C.C.San Ildefonso, Fundación Caixa Galicia; en galerías como Ángeles Baños, Egam, Adora Calvo, Aranapoveda, pazYcomedias, Espacio Líquido o Pedro Torres;  y en ferias como ARCO, TIAF o Art Brussels.
Su obra forma parte de numerosas colecciones públicas y privadas, entre otras: Museo Patio Herreriano, Colección Unión Fenosa, Colección Circa XX - Pilar Citoler, Fundación Coca Cola, Museo de Arte Contemporáneo de Toledo, Colección IACC Pablo Serrano o Colección DKV.